# Aktivní databáze
Aktivní databáze je v informatice taková databáze, která zahrnuje událostmi řízenou architekturu (často ve formě pravidel ECA), která může reagovat na podmínky uvnitř i vně databáze. Příklady možného využití jsou například: monitorování zabezpečení, shromažďování statistik a autorizace.
Většina moderních relačních databází obsahuje aktivní databázové funkce ve formě databázových triggerů.